# ГЕС Shāxīkǒu
ГЕС Shāxīkǒu (沙溪口水电站) — гідроелектростанція на сході Китаю у провінції Фуцзянь. Використовує ресурс із річки Xixi, правої твірної Міньцзян (впадає до Тайванської протоки у місті Фучжоу). При цьому вище по сточищу на витоках Xixi створені власні каскади, до яких зокрема відносяться ГЕС Гаоша та ГЕС Zhàokǒu, а нижче на Міньцзян працює ГЕС Шуйкоу.
В межах проекту річку перекрили бетонною гравітаційною греблею висотою 40 метрів, довжиною 628 метрів та шириною по основі 42 метра. Вона утримує водосховище з площею поверхні 17,5 км2 та об’ємом 164 млн м3 (корисний об’єм 80 млн м3), в якому припустиме коливання рівня у операційному режимі між позначками 82 та 88 метрів НРМ. Біля лівого берегу облаштований судноплавний шлюз із розмірами камери 130х12 метрів.
Інтегрований у греблю машинний зал станції обладнали чотирма турбінами типу Каплан потужністю по 75 МВт, які викристовують напір від 7 до 24 метрів (номінальний напір 17,5 метра) та забезпечують виробництво 960 млн кВт-год електроенергії на рік.
Видача продукції відбувається по ЛЕП, розрахованим на роботу під напругою 220 кВ та 110 кВ.